# やんちゃな生徒
『やんちゃな生徒』（Professor Tom、1948年10月30日）は「トムとジェリー」の作品の一つ。日本においては現在パブリックドメインとなっている。

## 作品内容
トムは「ネコの教師」として、生徒である子猫のトプシーに「ネズミの捕まえ方」を伝授していた。ところがトプシーの授業態度はすこぶる悪く、「実地試験」としてジェリーを捕まえに行かせれば追いかけるすらまともに努まらず、おまけにジェリーとも仲良く接する有様でトムは呆れ返る。
仕方なく自らジェリーを捕まえようとするトムだが、いつの間にかジェリーがトプシーに「ネコとネズミは仲良しだ」などと教えており、トプシーもジェリーに便乗してトムをからかうようになる。負けじとトプシーにジェリーを追わせるトムは彼がジェリーを捕まえられるようアシストに回るが、鈍臭い上ジェリーに友好的なトプシーには何をやらせても失敗続き。ようやくジェリーを捕まえてみせたと思えばあっさり逃がしてしまう。
トプシーのあまりに不真面目な気質に本気で怒ったトムは体罰を執行。それを見たジェリーはトムへ奇襲をかけトプシーを救出。追いかけて来るトムを屋外へ締め出してしまった。郵便受けに突っ込み身動きを封じられたトムをジェリーが背後から板で叩こうとする。そこへトプシーが「かわいそうだよ」と止めに入り板を取り上げたかと思いきや、自らトムの尻を思いきりしばき上げた。
こうしてジェリーを新たな「教師」と仰ぐようになったトプシーは、彼と手を繋ぎ仲睦まじく家へ戻るのであった。

## 登場キャラクター
トム
「ネズミの捕まえ方」を生徒のトプシーに教えるも、終始反抗的な態度を取るトプシーにウンザリする。やがてジェリーとの追いかけっこに敗れ、トプシーに尻を板で叩かれてしまう。
ジェリー
トムが教えるのとは正反対の「ネコとネズミは仲が良い」ことをトプシーに教え込む。いつものようにトムの攻撃を巧みにかわし、これにトプシーも同調。最終的にトプシーは彼の教えに従う形となり意気投合した。
トプシー
トムより「ネコとネズミは仲が悪く、ネコはネズミを捕まえる」ことを教わる生徒役として登場。ネズミ捕りについては未熟な上に授業態度も悪く、トムからジェリーを捕まえるよう指示されても失敗を繰り返し、「ネコとネズミは友達だ」などと教え込むジェリーと仲良くなってしまう。最後は郵便受けに挟まれたトムの尻を板で叩くお仕置きを行い、ジェリーを教師として認めるようになった。

## スタッフ
- 監督 - ウィリアム・ハンナ、ジョセフ・バーベラ
- 製作 - フレッド・クインビー
- 作画 - ケネス・ミューズ、エド・バージ、レイ・パターソン、アーヴン・スペンス
- 音楽 - スコット・ブラッドリー

## 備考
教師役のジェリーがニブルスにネコからの逃れ方を教え込むが、やがてニブルスがトムと仲良くなってしまう『ネズミの学校』とは対を成す作品である。